# Paweł Oziabło
Paweł „Gunsess” Oziabło (ur. 12 października 1986 w Białymstoku) – polski muzyk, kompozytor, instrumentalista, pedagog muzyczny. Gitarzysta zespołów Oddział Zamknięty, Acoustic Works, Kingdom Waves, Schody i innych.

## Życiorys

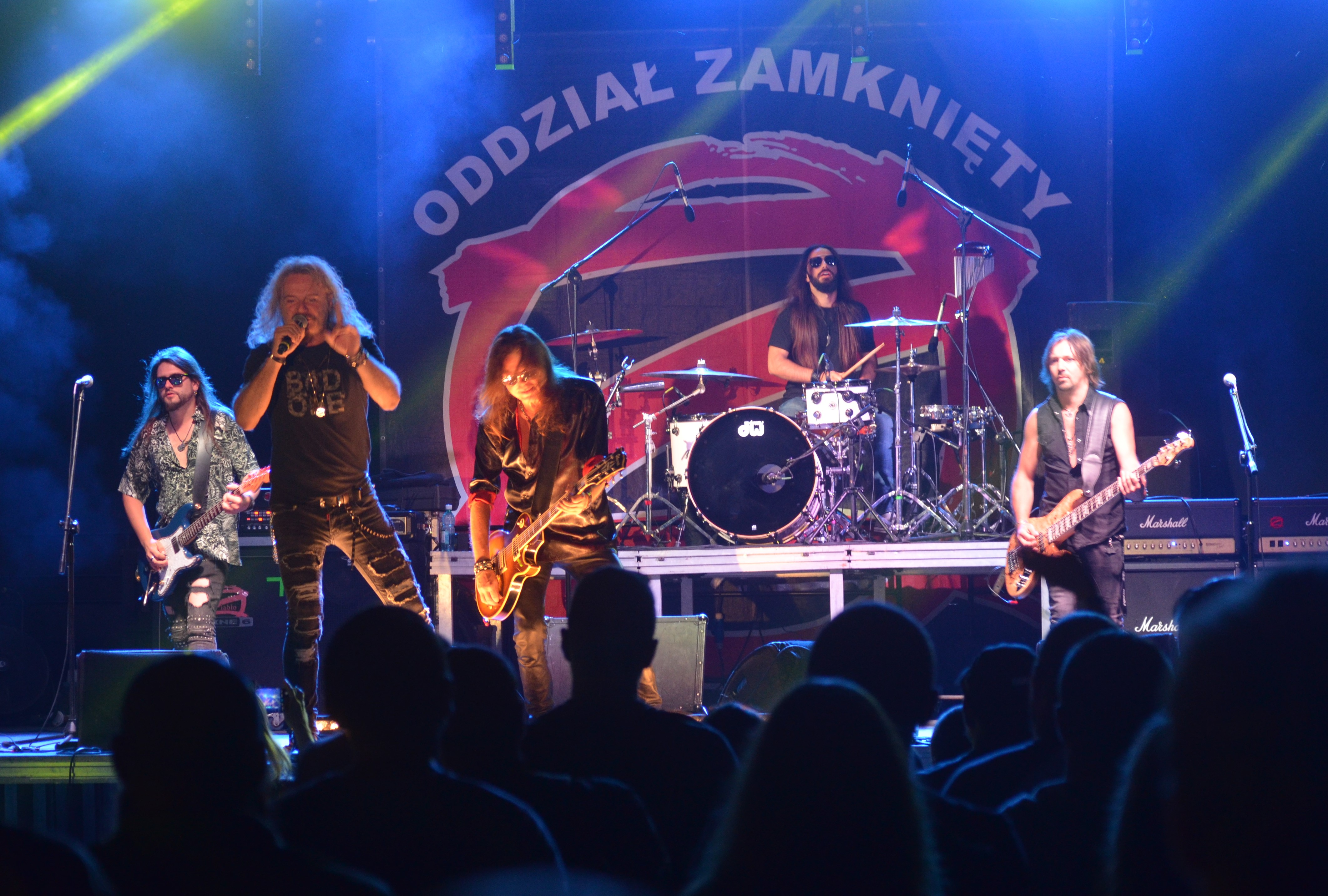
Oddział Zamknięty (od lewej: Paweł Oziabło, Krzysztof Wałecki, Grzegorz Stępień, Maciej Kudła, Wojciech Łuczaj-Pogorzelski)

Na gitarze gra od 6. roku życia, jego pierwszymi instrumentami były mandolina i perkusja. Fascynacje muzyką odziedziczył po ojcu, który grał amatorsko w różnych zespołach muzycznych. Absolwent pedagogiki kulturoznawczej Uniwersytetu w Białymstoku. Mieszka w Michałowie, gdzie pełni funkcję dyrektora w Gminnym Ośrodku Kultury. 
Jednym z pierwszych zespołów, które współtworzył była formacja o nazwie Schody. Wraz z grupą występował na licznych festiwalach rockowych w Polsce, m.in.: w Węgorzewie, Jarocinie, na Festiwalu Grzegorza Ciechowskiego „In memoriam”, szczecińskim „Gramy”, „Przebojem na antenę”. W trakcie trwania studiów udzielał się również w Acoustic Works, z którym nagrał jedną płytę z autorskim materiałem. Z zespołem My Legend wykonywał muzykę z gatunku nu-metal z wpływami elektroniki. 
Od 2016 roku jest stałym członkiem Oddziału Zamkniętego. Poza „Oddziałem” prowadzi również projekt Kingdom Waves grający „piracki metal symfoniczny”. W tym zespole występuje u boku Thomasa Grotto (włoski wokalista znany z telewizyjnego show X-Factor, Szansa na sukces), Joanny Dudkowskiej (Felicjan Andrzejczak – Budka Suflera, Robert Chojnacki – De Mono), Alicji Chrząszcz i Barbary Szelągiewicz (Ray Wilson – Genesis).
W grudniu 2023 roku wszedł w skład supergrupy Orkiestra Dorosłych Dzieci, w której został gitarzystą. Oprócz niego w składzie zespołu znaleźli się Grzegorz Kupczyk, Adam Wolski, Kuba Płucisz, Grzegorz Stępień, Piotr Łukaszewski i Maciej Starosta.
W 2024 brał udział w nagraniu solowej płyty Grzegorza Kupczyka zatytułowanej po prostu Grzegorz Kupczyk.